# 塞倫多夫賓嫩湖

54°18′29″N 10°40′30″E / 54.307961124968735°N 10.67497730255127°E
塞倫多夫賓嫩湖（德語：Sehlendorfer Binnensee），是德國的湖泊，位於該國北部石勒蘇益格-荷爾斯泰因州，由普倫縣負責管轄，面積0.8平方公里，平均水深0.6米，最大水深1.0米，水體容量44萬立方米，湖岸線長度9.3公里。